# Kobi Marimi
Kobi Tomy Marimi (en hébreu : קובי מרימי), né le 8 octobre 1991 à Ramat Gan en Israël, est un chanteur israélien. Il a été révélé par sa victoire dans l'émission de télé-crochet HaKokhav Haba, version israélienne de Rising Star, ce qui lui a valu de représenter Israël au Concours Eurovision de la chanson 2019 à Tel Aviv. La chanson qu'il y interprète s'intitule Home.

## Biographie
Kobi Marimi est né en 1991 et a grandi à Ramat Gan, en Israël. Il a étudié à l'école dramatique Nissan Nativ Acting Studio. Durant ses études, il apparaît dans des pièces de théâtre telles que Le Cercle de craie caucasien ou L'Illusion comique. Il a reçu le prix de l'artiste le plus prometteur au Music Theatre Festival d'Israël. 

## Vie privée
Kobi est célibataire et vit à Tel Aviv, où il travaille dans un bar à cocktails, en parallèle avec sa carrière de chanteur et d'acteur.